# Phelline
Phelline je jediný rod čeledi Phellinaceae vyšších dvouděložných rostlin z řádu hvězdnicotvaré (Asterales). Jsou to dřeviny s jednoduchými střídavými listy a pravidelnými květy v hroznech nebo latách. Rod zahrnuje 12 druhů, které jsou všechny endemity Nové Kaledonie.

## Popis
Zástupci rodu Phelline jsou dvoudomé stromy a keře se stálezelenými jednoduchými listy bez palistů. Listy jsou střídavé a víceméně nahloučené na koncích větévek až zdánlivě přeslenité. Květy jsou jednopohlavné, pravidelné, 4 až 6četné, v úžlabních hroznech nebo latách. Kališní lístky jsou na bázi srostlé, korunní jsou volné. Tyčinky jsou volné, v počtu odpovídajícím počtu korunních lístků. Semeník je svrchní, srostlý ze 2 až 5 plodolistů, s přisedlou laločnatou bliznou. V každém plodolistu je jediné vajíčko. Plodem je peckovice obsahující 2 až 5 semen.

## Rozšíření
Rod zahrnuje 12 druhů a je zastoupen pouze na Nové Kaledonii.

## Taxonomie
Cronquist řadil rod Phelline do čeledi cesmínovité (Aquifoliaceae), Dahlgren řadil čeleď Phellinaceae do řádu dřínotvaré (Cornales), Tachtadžjan do řádu Icacinales.
Podle současných taxonomických studií je sesterskou skupinou čeleď Argophyllaceae a tyto dvě čeledi tvoří společně s Alseuosmiaceae monofyletickou skupinu.